# Boeing PT-13 Kaydet
El Boeing-Stearman Model 75 fue un biplano utilizado como avión de entrenamiento militar, del que al menos fueron construidos 8584 aparatos en los Estados Unidos durante los años 1930 y 1940. Stearman Aircraft se convirtió en una subsidiaria de Boeing en 1934. Este aparato fue conocido como el Stearman 75, Boeing Stearman o Kaydet en Canadá. Sirvió como avión de entrenamiento principal de la Fuerza Aérea de los Estados Unidos, la Armada de los Estados Unidos (bajo las denominaciones NS y N2S), y con la RCAF como Kaydet durante la Segunda Guerra Mundial. Finalizando el conflicto, miles de aviones excedentes se vendieron en el mercado civil. En los años inmediatamente posteriores a la guerra se hizo popular en labores de fumigación, como avión deportivo y de acrobacias aéreas y se usó para realizar paseos sobre las alas en exhibiciones aéreas.

## Diseño y desarrollo
El Boeing-Stearman Model 75 es un biplano convencional de construcción robusta con un gran tren de aterrizaje fijo y rueda de cola, con asientos en tándem para el alumno y el instructor en cabinas abiertas. El motor radial iba generalmente con los cilindros al descubierto, aunque algunos operadores del Stearman eligieron carenar el motor, como el Red Baron Stearman Squadron (un equipo acrobático).
Su diseño parte del avión de entrenamiento Model 70, que realizó su primer vuelo en 1933 y que evolucionó en el Model 73, que realizó su primer vuelo el 26 de noviembre de 1934, y del que fueron construidos 17 ejemplares para uso civil y otros 61 para la Armada de los Estados Unidos bajo la denominación NS-1. El modelo final, que se convertiría en el Model 75 (A-75), era similar, pero montaba un motor Continental R670 de 220 hp que mejoraba las prestaciones del anterior.

## Variantes
Las Fuerzas Aéreas del Ejército de los Estados Unidos tuvieron en servicio tres tipos de Kaydet con diferentes designaciones, en función de su motorización:
PT-13
Con motor Lycoming R-680, total de 2141 unidades.
PT-13
Los primeros en construirse, con motor R-680-B4B. 26 construidos.
PT-13A
Motor R-680-7, de los que se entregaron 92 unidades entre 1937 y 1938. Model A-75.
PT-13B
Motor R-680-11, de los que se entregaron 255 entre 1939 y 1940.
PT-13C
PT-13B con instrumentos de vuelo modificados.
PT-13D
PT-13A equipado con el motor R-680-17. 353 unidades entregadas.
PT-17
Contaba con un motor Continental R-670-5, del que se entregaron un total de 3519 unidades.
PT-17A
18 PT-17 equipados para realizar vuelo instrumental.
PT-17B
Tres PT-17 fueron equipados para fumigaciones con equipos pesticidas.
PT-18
PT-13 modificados con un motor Jacobs R-755, del que se entregaron 150 unidaes.
PT-18A
Seis PT-18 equipados para realizar vuelo instrumental.
PT-27
PT-17 canadienses. Bajo esta designación se entregaron 300 aeronaves por la Ley de Préstamo y Arriendo a la Real Fuerza Aérea Canadiense.

La Armada de los Estados Unidos (US Navy) operó varias versiones:
NS
De las que se entregaron más de 61 unidades. Contaban con un motor mejorado Wright J-5 Whirlwind de 220 hp (164 kW).
N2S
Conocido coloquialmente como el terror amarillo (del inglés: Yellow Peril) debido a su esquema de colores.
N2S-1
Motor R-670-14, se entregaron 250 unidades.
N2S-2
Motor R-680-8, se entregaron 125 unidades.
N2S-3
Motor R-670-4, se entregaron 1875 unidades.
N2S-4
99 que fueron entregados por el Ejército a la Armada, más 577 unidades de nueva fabricación.
N2S-5
Motor R-680-17, se entregaron 1450.
Stearman 70 (a.k.a. X-70)
Prototipo original, con un motor Lycoming de 215 hp, con designación temporal XPT-943 para su evaluación.
Model 73
Versión inicial de producción, de los que se construyeron 61 unidades para la Armada como NS, más variantes de exportación.
Model 73L3
Se construyeron siete de la versión para Filipinas, con motores R-680-4 o R-680C1 de 200 hp.
Model A73B1
Siete aviones en la Fuerza Aérea Cubana con motores Wright R-760 Whirlwind de 235 hp. Entregados en 1939-1940.
Model A73L3
Se construyeron tres unidades de una versión mejorada para Filipinas.
Stearman 75 (a.k.a. X-75)
Evaluado por el Ejército de Estados Unidos como avión de entrenamiento principal. El X-75L3 se convirtió en el prototipo del PT-13. Variantes del 75 dieron lugar a la familia PT-17.
Stearman 76
Modelos de entrenamiento para la exportación y versión armada del 75.
Stearman 90 y 91 (a.k.a. X-90 y X-91)
Las unidades producidas con componentes metálicos dieron lugar al XBT-17.
Stearman XPT-943
El X-70 evaluado en el Wright Field.
American Airmotive NA-75
Versión monoplaza para realizar funciones agrícolas del Model 75, modificados con nuevas alas con mayor capacidad de carga.

## Operadores
Argentina
- Fuerza Aérea Argentina
- Armada Argentina: recibió 16 unidades del Model 76D1 entre 1936 y 1937.[8]

 Bolivia
 Brasil
- Fuerza Aérea Brasileña: modelos A75L3 y 76.[9]

 Canadá
- Real Fuerza Aérea Canadiense: recibió 300 PT-27 al amparo de la Ley de Préstamo y Arriendo.[10]

 República de China
Fuerza Aérea de la República de China: recibió 150 PT-17 al amparo de la Ley de Préstamo y Arriendo, y 20 aviones remozados tras la guerra.
 Colombia
- Fuerza Aérea de Colombia

 Cuba
- Fuerza Aérea Cubana.[13]

 República Dominicana
- Fuerza Aérea Dominicana.[13]

 España
- Compañía Servicios Agrícolas Aéreos S.A.: llegaron 4 unidades en 1953 (un PT-13 monoplaza y tres biplaza) y más tarde diez unidades más con el motor R-985.[14]

 Estados Unidos
- Cuerpo Aéreo del Ejército de los Estados Unidos/Fuerzas Aéreas del Ejército de los Estados Unidos.[9]
- Cuerpo de Marines de los Estados Unidos.
- Armada de los Estados Unidos.[9]

 Filipinas
- Cuerpo Aéreo del Ejército de Filipinas.
- Fuerza Aérea de Filipinas.

 Grecia
 Guatemala
- Fuerza Aérea Guatemalteca.[13]

 Honduras
 Irán
- Fuerza Aérea Iraní.[15]

 Israel
- Fuerza Aérea Israelí: compró 20 PT-17.[16]

 México
- Fuerza Aérea Mexicana.[15]

 Nicaragua
- Fuerza Aérea de la Guardia Nacional.

 Paraguay
- Fuerza Aérea Paraguaya.[13]

 Perú
- Fuerza Aérea del Perú.

 Venezuela
- Aviación Militar Bolivariana.[9]

## Especificaciones (PT-17)
Referencia datos: The story of the Boeing companyZenit Imprint, ed. (2005). The story of the Boeing company. pp. 288. ISBN 9780760323335.

### Características generales
- Tripulación: Dos (instructor y alumno)
- Longitud: 7,1 m (23,3 ft)
- Envergadura: 9,8 m (32,2 ft)
- Altura: 3 m (9,8 ft)
- Superficie alar: 27,7 m² (298,2 ft²)
- Peso vacío: 878 kg (1935,1 lb)
- Peso cargado: 1232,4 kg (2716,2 lb)
- Planta motriz: motor radial de siete cilindros refrigerado por aire Continental R-670-5.
  - Potencia: 164 kW (220 HP; 223 CV) cada uno.

### Rendimiento
- Velocidad máxima operativa (Vno): 200 km/h (124 MPH; 108 kt)
- Velocidad crucero (Vc): 155 km/h (96 MPH; 84 kt)
- Alcance: 813 km (439 nmi; 505 mi)
- Techo de vuelo: 3414 m (11 200 ft)
- Régimen de ascenso: 3,2 m/s (630 ft/min) hasta 3330 m s. n. m.

## Galería de imágenes
|                                                                         |
| WAVE en un Boeing Stearman N2S de entrenamiento de la Armada de EE. UU. |

|                                                             |
| US Navy N2S-2 en la Base Aeronaval de Corpus Christi, 1943. |

|                                                         |
| US Navy NS-1s de la Base Aeronaval de Penasacola, 1936. |

|                                       |
| Boeing Stearman E75 (PT-13D) de 1944. |

|                                                     |
| Boeing Stearman (PT-13) de la Fuerza Aérea Israelí. |

|                                                                                      |
| US Navy N2S modificado como ambulancia en la Base Aeronaval de Corpus Christi, 1942. |

|                                                                      |
| PT-17, Museo del Historia del Instituto Aeroespacial en Perú - Lima. |

|                                                           |
| En una exhibición aérea del Breitling Wingwalkers en 2012 |

|                                                 |
| PT-17, Museo Aeronáutico de Maracay, Venezuela. |

## Aeronaves relacionadas

### Aeronaves similares
- Arado Ar 66
- Bücker Bü 131
- Focke-Wulf Fw 44
- Gotha Go 145
- Fleet Finch
- Naval Aircraft Factory N3N
- PWS-26
- De Havilland Tiger Moth
- Polikarpov Po-2

### Secuencias de designación
- Secuencia Alfanumérica (interna de Stearman): ← 4 - 5 - 6 - X-70 - 73 - 75 - 76 - 80 - 81 Sportster - X-85 →
- Secuencia Numérica (interna de Boeing): ← 69 - 72 - 74 - 75 - 77 - 80 - 81 →
- Secuencia PT-_ (Entrenadores Primarios del USAAS/USAAC/USAAF, 1925-1948): ← PT-10 - PT-11 - PT-12 - PT-13 - PT-14 - PT-15 - PT-16 - PT-17 - PT-18 - PT-19 - PT-20 - PT-21 -- PT-24 - PT-25 - PT-26 - PT-27
- Secuencia T-_ (Entrenadores de la USAF (redesignaciones de 1948), 1948-presente): ← T-7 - T-11 - T-13A - T-13B/D - T-17 - T-19
- Secuencia N_S (Entrenadores de la Armada estadounidense, 1922-1946 (Stearman, 1922-1948)): NS - N2S